# Ниндорф (под Любеком)
Ниндорф (нем. Niendorf) — община в Германии, в земле Мекленбург-Передняя Померания, 13 юго-восточнее Любека.
Входит в состав района Северо-Западный Мекленбург. Подчиняется управлению Шёнбергер Ланд. Население составляет 283 человека (на 31 декабря 2010 года). Занимает площадь 11,49 км².